# 外灘中心投資
外灘中心投資有限公司，簡稱外灘中心投資，以及外灘中心（英語：Bund Center Investment Limited，SGX：MQ4）是一家中国房地产开发公司。

## 历史
在2002年由印尼金光集團在上海設立。而總部位於上海黃浦區延安東路222號外灘中心3801室。
主席為Frankle (Djafar) Widjaja。業務在中國內地經營酒店和产业租赁等，根據介紹上市文件資料，在2009年9月24日，當時上市公司亞洲食品地產則以2股可換取1股新成立企業，而在股東大會通過後，在2010年6月30日起，進行在新加坡交易所主板介紹形式上市。

## 連結
- bundcenter.com （页面存档备份，存于）